# Pont de l'Occident
Le pont de l'Occident est un pont suspendu situé dans la sous-région colombienne de l'Ouest d'Antioquia, d'où son nom. Il relie les villes d'Olaya avec Santa Fe de Antioquia et franchit le Río Cauca.
Il a été construit du 4 décembre 1887 au 27 décembre 1895. Sa longueur est de 291 mètres et le concepteur est José María Villa.

## Liens
(fr) Fiche technique sur Structurae